# Désiré Keteleer
Désiré Keteleer (Anderlecht, 13 juni 1920 – Roosbeek, 17 september 1970) was een Belgische wielrenner. Hij was actief als beroepsrenner van 1942 tot 1961.
In totaal behaalde hij 37 overwinningen bij de beroepsrenners.

## Belangrijkste overwinningen
1945
- 3e etappe Ronde van België
- 5e etappe Ronde van België

1946
- Waalse Pijl

1947
- Belgische Elfstedenronde
- 6e etappe Ronde van Zwitserland
- 7e etappe Ronde van Zwitserland
- 1e etappe deel b Ronde van Romandië
- 2e etappe Ronde van Romandië
- Eindklassement Ronde van Romandië

1948
- 11e etappe Ronde van Italië

1949
- 5e etappe Ronde van Nederland

1949
- 15e etappe Ronde van Frankrijk

1950
- 5e etappe Ronde van Duitsland
- 8e etappe Ronde van Duitsland
- 13e etappe deel a Ronde van Duitsland
- 16e etappe Ronde van Duitsland
- 1e etappe deel b Ronde van Romandië
- 3e etappe deel b Ronde van Romandië

1952
- 1e etappe Ronde van Zwitserland
- 4e etappe Ronde van Italië

1957
- 1e etappe Parijs-Nice
- 2e in Eindklassement Parijs-Nice

## Resultaten in voornaamste wedstrijden
| Jaar | Ronde van Italië | Ronde van Frankrijk | Ronde van Spanje |
| ---- | ---------------- | ------------------- | ---------------- |
| 1943 |                  |                     |                  |
| 1945 |                  |                     |                  |
| 1946 |                  |                     |                  |
| 1947 |                  |                     |                  |
| 1948 | opgave (1)       |                     |                  |
| 1949 |                  | 34e (1)             |                  |
| 1950 | 42e              |                     |                  |
| 1951 | 60e              |                     |                  |
| 1952 | 33e (1)          |                     |                  |
| 1953 |                  |                     |                  |
| 1954 |                  |                     |                  |
| 1955 | 59e              |                     |                  |
| 1956 |                  |                     |                  |
| 1957 |                  | 17e                 |                  |
| 1958 | 29e              |                     |                  |
| 1959 | 30e              |                     |                  |
| 1960 | opgave           |                     |                  |
| 1961 |                  |                     |                  |

| Jaar | Milaan-San Remo | Gent-Wevelgem | Ronde van Vlaanderen | Parijs-Roubaix | Luik-Bast.‑Luik | Ronde van Lombardije | Waalse Pijl | Brussels Cycling Classic | Omloop Het Nieuwsblad |  | Wereldranglijsten |
| ---- | --------------- | ------------- | -------------------- | -------------- | --------------- | -------------------- | ----------- | ------------------------ | --------------------- |  | ----------------- |
| 1943 |                 |               | 25e                  |                | 12e             |                      | ↑           |                          |                       |  |                   |
| 1945 |                 |               | 23e                  |                |                 |                      |             |                          | 10e                   |  |                   |
| 1946 |                 |               |                      |                | 30e             |                      | ↑           |                          |                       |  |                   |
| 1947 |                 |               |                      |                | 29e             |                      |             |                          |                       |  |                   |
| 1948 | 29e             |               |                      | 17e            |                 |                      |             | 8e                       |                       |  |                   |
| 1949 | 54e             |               |                      | 12e            | 45e             |                      |             |                          | 8e                    |  |                   |
| 1950 |                 | 24e           |                      |                |                 |                      |             | 9e                       | 34e                   |  |                   |
| 1951 |                 |               |                      | 74e            |                 |                      |             | 23e                      |                       |  |                   |
| 1952 | 34e             |               | 7e                   | 6e             | 16e             |                      | 9e          | 14e                      |                       |  | 9e (CDC)          |
| 1953 | 15e             | 5e            | ↑                    | 8e             |                 |                      | 12e         | 16e                      |                       |  |                   |
| 1954 | 7e              | 16e           |                      |                |                 | 83e                  |             |                          |                       |  |                   |
| 1955 |                 | Zilver        |                      |                |                 |                      |             |                          |                       |  |                   |
| 1956 |                 | Brons         | 11e                  |                | 6e              | 57e                  | 17e         | 41e                      |                       |  |                   |
| 1957 | 12e             |               | 10e                  | 45e            |                 |                      |             | 8e                       |                       |  | 27e (CDC)         |
| 1958 | 10e             | 25e           | 19e                  |                |                 | 97e                  | 34e         | 40e                      |                       |  |                   |
| 1959 | 35e             |               | 32e                  | 14e            |                 | 97e                  | 20e         | 36e                      |                       |  |                   |
| 1960 | 20e             |               |                      | 27e            |                 |                      |             |                          |                       |  |                   |
| 1961 |                 |               |                      |                |                 |                      |             | 58e                      |                       |  |                   |